# Талас
Талас — місто у Киргизстані, адміністративний центр Таласької області.

## Географія
Розташоване у північно-східній частині Таласької долини, на висоті 1280 метрів над рівнем моря у заплаві однойменної річки. Клімат континентальний, посушливий. Найвища середньомісячна температура спостерігається у липні і складає +30…+35 °C, найнижча в січні — −15…−25 °C.

## Історія
Місто засноване 1877 року в центральній частині Таласької долини на лівому березі річки Талас  російськими та українськими переселенцями як поселення Дмитрівка.